# Ali Al-Bulaihi
Ali Hadi Mohammed Al-Bulaihi (tiếng Ả Rập: علي هادي محمد البليهي; sinh ngày 21 tháng 11 năm 1989) là một cầu thủ người Ả Rập Xê Út chơi ở vị trí trung vệ cho câu lạc bộ Al Hilal tại Saudi Pro League và Đội tuyển quốc gia Ả Rập Xê Út.
Al-Bulaihi nổi tiếng là người thường xuyên nói tục và gây hấn tới các cầu thủ đối phương. Vào tháng 1 năm 2024, anh ta bị chỉ trích vì những hành vi lạm dụng thể chất đối với các tiền đạo đối phương như xô đẩy và túm tóc các tiền đạo Hàn Quốc Son Heung-min và Hwang Hee-chan một cách vô cớ trong cuộc đụng độ vòng 16 tại khuôn khổ AFC Asian Cup 2023. Al-Bulaihi trước đó cũng đã làm việc tương tự khi đã chế nhạo cả Lionel Messi và Robert Lewandowski tương tự bằng cách dùng cùi chỏ đánh vào lưng họ ở khuôn khổ FIFA World Cup 2022 và cả Luis Suárez. Anh ấy cũng đã làm những trường hợp tương tự ở cấp câu lạc bộ. Đáng chú ý nhất là trong nhiều lần đối đầu với Cristiano Ronaldo trong các trận đấu thuộc khuôn khổ Riyadh derby ở Saudi Pro League và anh cũng làm điều tương tự với Hakim Ziyech khi đang thi đấu tại FIFA Club World Cup 2021.

## Sự nghiệp câu lạc bộ
Al-Bulaihi bắt đầu sự nghiệp tại Al-Amal nơi anh thi đấu ba năm trước khi gia nhập Al-Nahda vào năm 2014.

### Al-Hilal
Vào ngày 21 tháng 6 năm 2017, Al-Hilal ký hợp đồng với Al Bulaihi theo dạng chuyển nhượng tự do. Anh ấy đã ký hợp đồng ba năm với câu lạc bộ.
Vào tháng 4 năm 2024, trong trận derby với đội đối thủ Al Nassr, anh đã gây ra một số tranh cãi sau khi bị Cristiano Ronaldo thúc cùi chỏ để đe dọa anh, dẫn đến thẻ đỏ cho Ronaldo và thẻ vàng cho Al-Bulaihi.

## Sự nghiệp quốc tế

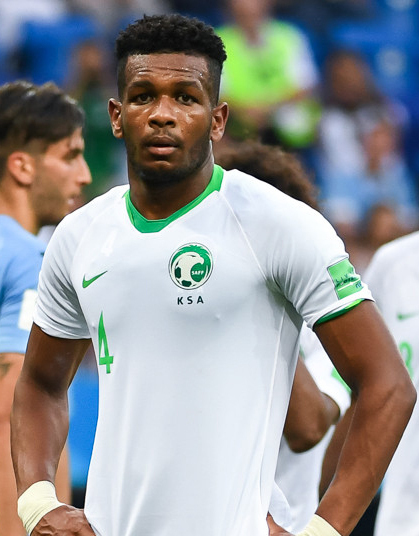
Al-Bulaihi chơi cho Ả Rập Xê Út tại FIFA World Cup 2018

Vào tháng 6 năm 2018, Al-Bulaihi có tên trong đội hình đội tuyển Ả Rập Xê Út tham dự FIFA World Cup 2018 ở Nga. Anh có trận ra mắt trong trận đấu với Uruguay. Vào tháng 11 năm 2022, anh được triệu tập tham dự FIFA World Cup 2022 ở Qatar. Trong trận mở màn, anh đã chơi trong cả 90 phút thời lượn trận đấu khi đội bóng của anh ấy đánh bại nhà vô địch thế giới Argentina của Lionel Messi với tỉ số 2–1.
Vào tháng 1 năm 2024, anh ta bị cộng đồng mạng chỉ trích vì có những hành vi như xô đẩy và túm tóc cầu thủ người Hàn Quốc Son Heung-min một cách vô cớ tại vòng 16 đội AFC Asian Cup 2023. Al-Bulaihi trước đó cũng đã từng chế nhạo một cầu thủ người Argentina theo một cách tương tự và đó là Lionel Messi bằng cách tác động vào lưng.

## Thống kê sự nghiệp

### Câu lạc bộ
Tính đến trận đấu diễn ra ngày 31 tháng 5 năm 2024
| Câu lạc bộ          | Mùa giải            | Giải đấu | Giải đấu | King Cup | King Cup | Châu Á | Châu Á | Khác | Khác | Tổng cộng | Tổng cộng |
| Câu lạc bộ          | Mùa giải            | Trận     | Bàn      | Trận     | Bàn      | Trận   | Bàn    | Trận | Bàn  | Trận      | Bàn       |
| ------------------- | ------------------- | -------- | -------- | -------- | -------- | ------ | ------ | ---- | ---- | --------- | --------- |
| Al-Fateh            | 2015–16             | 24       | 0        | 1        | 0        | —      | —      | 1    | 0    | 26        | 0         |
| Al-Fateh            | 2016–17             | 23       | 1        | 2        | 0        | 6      | 0      | 2    | 1    | 33        | 2         |
| Al-Fateh            | Tổng cộng           | 47       | 1        | 3        | 0        | 6      | 0      | 3    | 1    | 59        | 2         |
| Al-Hilal            | 2017–18             | 5        | 0        | 1        | 0        | 4      | 0      | —    | —    | 10        | 0         |
| Al-Hilal            | 2018–19             | 25       | 3        | 0        | 0        | 14     | 2      | 8    | 0    | 47        | 5         |
| Al-Hilal            | 2019–20             | 14       | 2        | 6        | 0        | 3      | 0      | 3    | 0    | 26        | 2         |
| Al-Hilal            | 2020–21             | 16       | 2        | 0        | 0        | 6      | 1      | 0    | 0    | 22        | 3         |
| Al-Hilal            | 2021–22             | 22       | 3        | 3        | 0        | 7      | 0      | 3    | 0    | 35        | 3         |
| Al-Hilal            | 2022–23             | 22       | 1        | 2        | 1        | 5      | 0      | 3    | 0    | 32        | 2         |
| Al-Hilal            | 2023–24             | 32       | 2        | 4        | 0        | 12     | 1      | 8    | 0    | 56        | 3         |
| Tổng cộng           | Tổng cộng           | 136      | 13       | 16       | 1        | 51     | 4      | 26   | 0    | 229       | 18        |
| Tổng cộng sự nghiệp | Tổng cộng sự nghiệp | 183      | 14       | 19       | 1        | 57     | 4      | 29   | 1    | 288       | 20        |

1. 1 2  Số lần ra sân tại Crown Prince Cup
2. ↑  Sáu lần ra sân tại Arab Club Champions Cup, một lần ra sân tại Saudi Super Cup và một lần ra sân tại Saudi-Egyptian Super Cup
3. ↑  Số lần ra sân tại FIFA Club World Cup
4. ↑  Một lần ra sân tại Saudi Super Cup và hai lần ra sân tại FIFA Club World Cup
5. ↑  Một lần ra sân tại Saudi Super Cup và hai lần ra sân tại FIFA Club World Cup
6. ↑  Sáu lần ra sân tại Arab Club Champions Cup và hai lần ra sân tại Saudi Super Cup

### Quốc tế
Số liệu thống kê chính xác tính đến trận đấu diễn ra ngày 11 tháng 6 năm 2024.
| Ả Rập Xê Út        | Ả Rập Xê Út | Ả Rập Xê Út |
| Đội tuyển quốc gia | Trận        | Bàn         |
| ------------------ | ----------- | ----------- |
| 2018               | 11          | 0           |
| 2019               | 6           | 0           |
| 2020               | 2           | 0           |
| 2021               | 8           | 0           |
| 2022               | 13          | 0           |
| 2023               | 7           | 1           |
| 2024               | 6           | 1           |
| Tổng cộng          | 53          | 2           |

| # | Ngày                | Địa điểm                                       | Đối thủ    | Bàn thắng | Kết quả | Giải đấu           |
| - | ------------------- | ---------------------------------------------- | ---------- | --------- | ------- | ------------------ |
| 1 | 8 tháng 9 năm 2023  | St James' Park, Newcastle, Anh                 | Costa Rica | 1–2       | 1–3     | Giao hữu           |
| 2 | 16 tháng 1 năm 2024 | Sân vận động quốc tế Khalifa, Al Rayyan, Qatar | Oman       | 2–1       | 2–1     | AFC Asian Cup 2023 |

## Danh hiệu
Al Hilal
- Saudi Professional League: 2017–18, 2019–20, 2020–21, 2021–22, 2023–24
- Kings Cup: 2019–20, 2022–23, 2023–24
- Saudi Super Cup: 2018, 2021, 2023
- AFC Champions League: 2019, 2021

Cá nhân
- AFC Asian Cup Team of the Tournament: 2023